# 中野方テレビ中継局
中野方テレビ中継局（なかのほうテレビちゅうけいきょく）は、岐阜県恵那市にある地上デジタルテレビの中継局である。かつてはアナログテレビの中継局も設置されていたが、アナログ放送の終了とともに廃止された。

## 中継局概要

### デジタルテレビ
| リモコン キーID | 放送局名                              | 物理 チャンネル | 空中線電力 | ERP  | 放送対象 地域 | 放送区域 内世帯数 | 偏波面   |
| --------------- | ------------------------------------- | --------------- | ---------- | ---- | ------------- | ----------------- | -------- |
| 1               | THK 東海テレビ放送                    | 15ch            | 300mW      | 1.2W | 中京広域圏    | 約450世帯         | 水平偏波 |
| 2               | NHK 名古屋教育                        | 31ch            | 300mW      | 1.2W | 全国          | 約450世帯         | 水平偏波 |
| 3               | NHK 岐阜総合                          | 29ch            | 300mW      | 1.2W | 岐阜県        | 約450世帯         | 水平偏波 |
| 4               | CTV 中京テレビ放送                    | 17ch            | 300mW      | 1.2W | 中京広域圏    | 約450世帯         | 水平偏波 |
| 5               | CBCテレビ                             | 16ch            | 300mW      | 1.2W | 中京広域圏    | 約450世帯         | 水平偏波 |
| 6               | NBN 名古屋テレビ放送 愛称「メ～テレ」 | 14ch            | 300mW      | 1.2W | 中京広域圏    | 約450世帯         | 水平偏波 |
| 8               | GBS 岐阜放送 愛称「ぎふチャン」       | 30ch            | 300mW      | 1.2W | 岐阜県        | 約450世帯         | 水平偏波 |

## 廃止された局の概要

### アナログテレビ
| チャンネル | 放送局名                              | 空中線電力        | ERP               | 放送対象 地域 | 放送区域 内世帯数 | 偏波面   |
| ---------- | ------------------------------------- | ----------------- | ----------------- | ------------- | ----------------- | -------- |
| 49ch       | NHK 名古屋教育                        | 映像3W/ 音声750mW | 映像12W/ 音声3W   | 全国          | 約-世帯           | 水平偏波 |
| 51ch       | NHK 岐阜総合                          | 映像3W/ 音声750mW | 映像12W/ 音声3W   | 岐阜県        | 約-世帯           | 水平偏波 |
| 53ch       | CBC 中部日本放送                      | 映像3W/ 音声750mW | 映像13W/ 音声3.3W | 中京広域圏    | 約-世帯           | 水平偏波 |
| 55ch       | THK 東海テレビ放送                    | 映像3W/ 音声750mW | 映像13W/ 音声3.3W | 中京広域圏    | 約-世帯           | 水平偏波 |
| 57ch       | NBN 名古屋テレビ放送 愛称「メ～テレ」 | 映像3W/ 音声750mW | 映像13W/ 音声3.3W | 中京広域圏    | 約-世帯           | 水平偏波 |
| 59ch       | CTV 中京テレビ放送                    | 映像3W/ 音声750mW | 映像13W/ 音声3.3W | 中京広域圏    | 約-世帯           | 水平偏波 |
| 61ch       | GBS 岐阜放送 愛称「ぎふチャン」       | 映像3W/ 音声750mW | 映像13W/ 音声3.3W | 岐阜県        | 約-世帯           | 水平偏波 |

## 所在地
- 恵那市中野方町3007番1号 「鷹之巣」[1]

## 放送エリア

### デジタルテレビ
- 恵那市の一部（中野方地区）、約450世帯[2]。

### アナログテレビ
- 中津川中継局からの電波が届きにくい恵那市中野方地区をカバーしていた。

## 歴史
下記に記載していない局については、開局時期は不明。

### デジタルテレビ
- 2009年9月4日 予備免許交付
- 2009年9月10日 試験放送開始
- 2009年9月29日 免許交付[3]
- 2009年9月30日 放送開始

### アナログテレビ
- 1972年 NHK中野方テレビジョン中継放送所（NHK名古屋総合・名古屋教育）が開局。
- 1973年2月17日 NHK岐阜放送局開局に伴い、総合テレビジョンの放送内容が、名古屋局から岐阜局に移行。
- 1983年10月12日 GBS岐阜放送・中野方テレビジョン放送局が開局。
- 1983年10月13日 CBC中部日本放送・中野方テレビ放送所が開局。
- 2011年7月24日 全局廃局となった。